# 9-я улица Соколиной Горы
9-я у́лица Соколи́ной Горы́ — улица, которая располагается в Восточном административном округе города Москвы, в районе Соколиная гора между проспектом Будённого и Окружным проездом, пересекая улицу Бориса Жигулёнкова. Слева примыкает 2-й Вольный переулок. В начале улицы есть маленький сквер.

## Происхождение названия
Своё название улица получила в 1952 году в честь бывшей слободы «Соколиная гора», находившейся там в XVII веке, в которой располагался «потешный» соколиный двор царя Алексея Михайловича.
Со временем образовался ряд улиц с названием «Соколиная гора» с 1-й по 10-ю, но спустя некоторое время 1-ю, 2-ю, 4-ю, 6-ю и 7-ю улицы упразднили.

## Примечательные здания и сооружения
По нечётной стороне
- № 3а — медицинский колледж № 6.
- № 17а — школа № 429 (дошкольный корпус)
- № 17 — библиотека № 87.
- № 21 — мебельный магазин «Кухни Зов».

По чётной стороне
- № 12 — ФГБНУ НИИ медицины труда имени академика Н. Ф. Измерова.

- Дом № 12
- Дома № 17, 19, 21
- Сквер у дома № 1

## Транспорт
| 83:  | Перово • Шоссе Энтузиастов • Семёновская                                                                         |
| 680: | Бульвар Рокоссовского • Преображенская площадь • Электрозаводская • Соколиная Гора (→) • Больница Соколиной Горы |

«→» — остановки проходятся только при движении в прямом направлении; «←» — остановки проходятся только при движении в обратном направлении.